# Platygyndes
Platygyndes is een geslacht van hooiwagens uit de familie Gonyleptidae.
De wetenschappelijke naam Platygyndes is voor het eerst geldig gepubliceerd door Roewer in 1943. 

## Soorten
Platygyndes is monotypisch en omvat slechts de volgende soort:
- Platygyndes titicaca